# Анненковский сельсовет (Пензенская область)
Анненковский сельсовет — муниципальное образование со статусом сельского поселения в Кузнецком районе Пензенской области Российской Федерации.
Административный центр — село Анненково.

## История
Статус и границы сельского поселения установлены Законом Пензенской области от 2 ноября 2004 года № 690-ЗПО «О границах муниципальных образований Пензенской области».
22 декабря 2010 года в соответствии с Законом Пензенской области № 1992-ЗПО в состав сельсовета включены территория упразднённого Радищевского сельсовета.

## Население
| 2002  | 2010  | 2012  | 2013  | 2014  | 2015  | 2016  |
| ----- | ----- | ----- | ----- | ----- | ----- | ----- |
| 2301  | ↘2109 | ↗3323 | ↗3378 | ↘3368 | ↗3375 | ↘3374 |
| 2017  | 2018  | 2021  |       |       |       |       |
| ↗3383 | ↘3355 | ↘2999 |       |       |       |       |

## Состав сельского поселения
| № | Населённый пункт | Тип населённого пункта       | Население |
| - | ---------------- | ---------------------------- | --------- |
| 1 | Анненково        | село, административный центр | ↘1631     |
| 2 | Нижнедубенск     | село                         | ↗8        |
| 3 | Нижнее Аблязово  | село                         | ↘206      |
| 4 | Радищево         | село                         | ↘1243     |
| 5 | Тютнярь          | село                         | ↘264      |